# Pražská radiála
Pražská radiála je čtyřpruhová, směrově rozdělená silniční radiála v Brně o délce asi 3 kilometrů, která slouží jako přivaděč k dálnici D1. Nachází se na ní Pisárecký tunel a je součástí silnice I/23.

## Popis
Radiála začíná na MÚK Pisárky s Velkým městským okruhem (silnice I/42) a dále pokračuje jako ulice Bítešská. Od MÚK vede po mostě přes řeku Svratku a poté vchází do Pisáreckého tunelu. Následně překračuje potok Čertík a pokračuje podél zástavby Nového Lískovce. Následuje MÚK Nový Lískovec a čerpací stanice, za níž je zřízena MÚK Starý Lískovec. Mostem překonává ulici Jemelkovu a klesá k MÚK Brno-západ s dálnicí D1, kde končí. 

## Historie
Pražská radiála byla postavena ve dvou kategoriích a to ve S 22,0/80 od dálnice D1 po MÚK Starý Lískovec a zbytek je v kategorii MR 24,5/80. Byla stavěna ve dvou etapách. První etapa od dálnice D1 po Starý Lískovec byla zprovozněna 6. září 1972. Druhá etapa, vedoucí od MÚK Starý Lískovec k Velkému městskému okruhu, byla zprovozněna v září 1998.